# 쓰보이 가즈마
쓰보이 가즈마(일본어: 坪井 一真, 1998년 12월 9일~)는 일본의 축구 선수이다.

## 구단 경력
그는 2021년 J3리그의 반라우레 하치노헤에 입단했고, 2년동안 팀에서 뛰었다. 2023년 일본 풋볼 리그의 FC 티아모 히라카타로 이적했다. 2023년후 현역 은퇴.